# DB Drag
dB Drag je soutěž, jejímž cílem je vytvořit co nejvyšší akustický tlak v automobilu.
Hladina tlaku se měří čidlem připevněným na čelním skle a dosahované hodnoty činí průměrně 150 dB.